# Alfred Kaftal

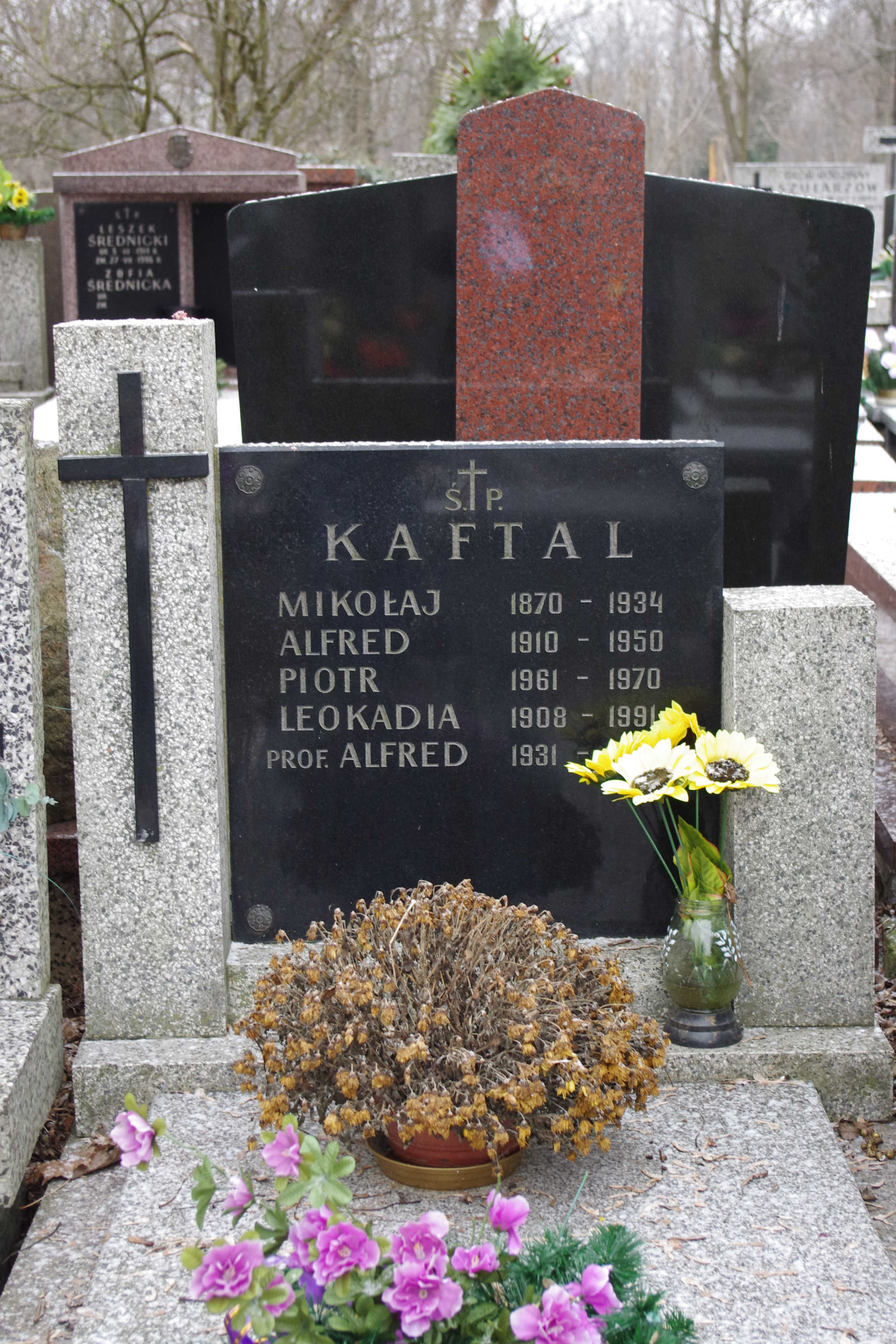
Grób prof. Alfreda Kaftala na cmentarzu Wolskim w Warszawie

Alfred Ludwik Kaftal (ur. 23 marca 1931 w Warszawie, zm. 16 kwietnia 1995 tamże) – prawnik, profesor nauk prawnych, profesor zwyczajny Wydziału Prawa i Administracji Uniwersytetu Warszawskiego. Był specjalistą w zakresie prawa i postępowania karnego.

## Życiorys
W 1954 ukończył studia na Wydziale Prawa Uniwersytetu Warszawskiego. W 1962 otrzymał stopień doktora za rozprawę Nieważność wyroków z mocy samego prawa w polskim prawie karno-procesowym (promotor Stanisław Śliwiński). Habilitację uzyskał w 1967 na podstawie pracy Prawomocność wyroków sądowych w polskim prawie karnym procesowym. Profesorem nadzwyczajnym został w 1976, a zwyczajnym w 1989. Uczestnik prac Centrum Obywatelskich Inicjatyw Ustawodawczych Solidarności.
Kierownik Zakładu Postępowania Karnego UW w latach 1990–1995.

## Wybrane publikacje
- Kontrola prawomocnych orzeczeń w polskim procesie karnym (1971)
- System środków odwoławczych w polskim procesie karnym (1972)
- Kontrola sadowa postępowania przygotowawczego (1974)
- Przestępstwo ciągłe w polskim prawie karnym (1985)